# Alopoglossinae
Sous-famille
Les Alopoglossinae sont une sous-famille de sauriens de la famille des Gymnophthalmidae.

## Répartition
Les espèces des deux genres de cette sous-famille se rencontrent en Amérique centrale et en Amérique du Sud.

## Liste des genres
Selon The Reptile Database (31 décembre 2015) :
- Alopoglossus Boulenger, 1885
- Ptychoglossus Boulenger, 1890

## Publication originale
- Pellegrino, Rodrigues, Yonenaga-Yassuda & Sites, 2001 : A molecular perspective on the evolution of microteiid lizards (Squamata, Gymnophthalmidae), and a new classification for the family. Biological Journal of the Linnean Society, vol. 74, no 3, p. 315-338.